# Jona Metzger

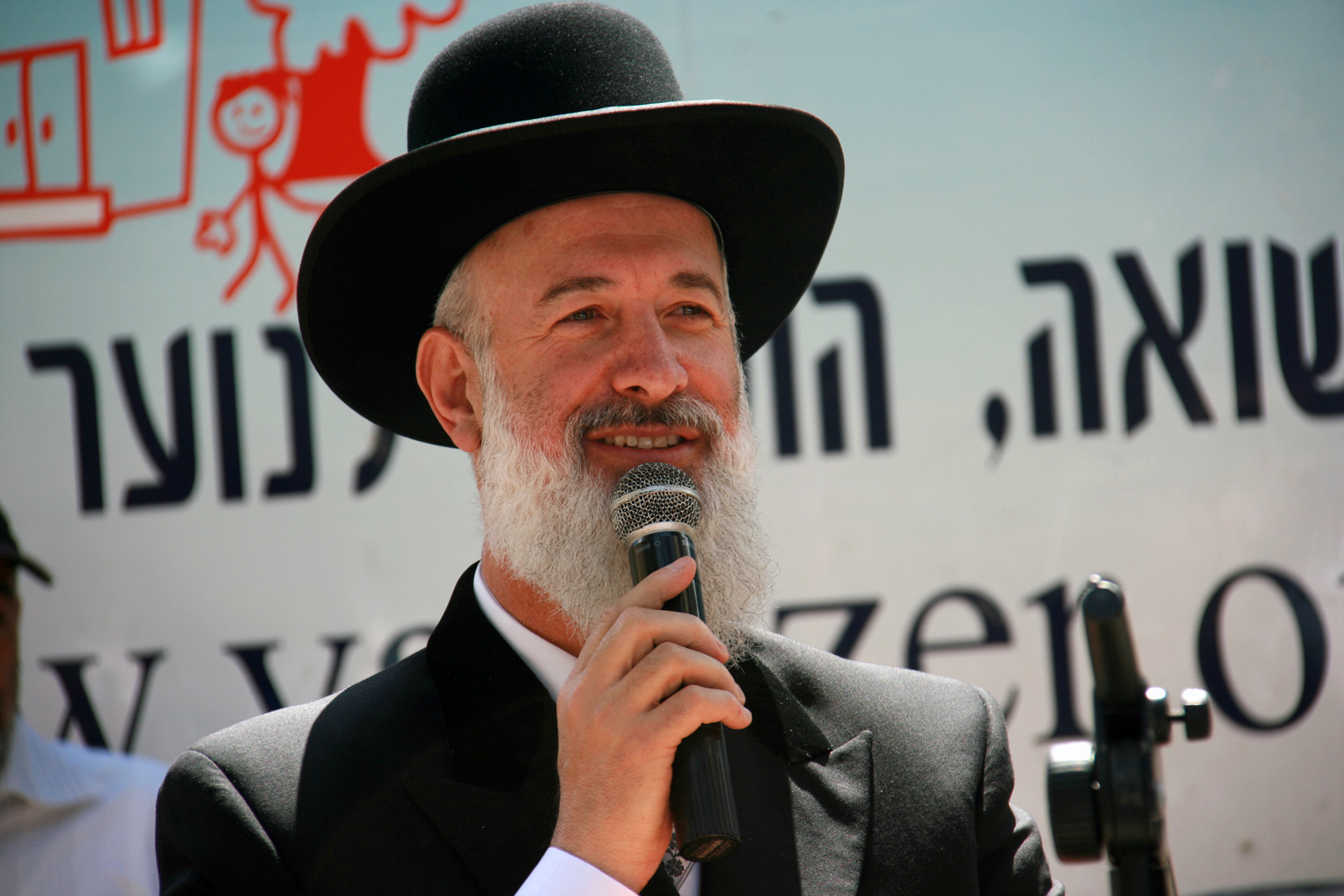
Jona Metzger (2007)

Jona Metzger (hebräisch יונה מצגר, auch Yona Metzger transkribiert; * 4. August 1953 in Haifa) war in der Zeit von 2003 bis 2013 aschkenasischer Oberrabbiner in Israel. Er gilt als nationalreligiös-orthodox.

## Leben
Metzger war Soldat in der israelischen Armee und kämpfte in mehreren Kriegen. Er verließ die Armee als Militärrabbiner im Rang eines Hauptmanns.
Anschließend studierte Metzger an der Kerem Be-Yavne Hesder-Jeschiwa und lehrte gleichzeitig an einer Jeschiwa und an Schulen. Er übernahm die Stelle des Rabbiners an der Tiferet Zvi Synagoge in Tel Aviv und war später für den ganzen Norden Tel Avivs zuständig. Er veröffentlichte mehrere Bücher.
Metzger gab im Januar 2008 der Haaretz ein Interview, in dem er sich dafür einsetzte, die Palästinenser in den Gazastreifen und die ägyptische Sinai-Halbinsel zu vertreiben. Jerusalem würde den Juden gehören, und die Muslime hätten keine Beziehung dazu. Metzger wurde von moderaten Israelis und der arabischen Welt kritisiert.
Im August 2012 reiste er nach Deutschland, um sich mit Vertretern der Bundesregierung wegen eines zukünftigen Gesetzes zur Brit Mila zu treffen. Seine Position erläuterte er anschließend auch vor der Bundespressekonferenz. Dieser Solidaritätsbesuch war nicht angekündigt und stieß auf den Widerstand des Zentralrats der Juden in Deutschland.
Aufgrund von Korruptionsvorwürfen, die er bestreitet, suspendierte er sich im Juni 2013 selbst von seinem Amt als Oberrabbiner. Am 18. November 2013 wurde er in Untersuchungshaft genommen. Die Liste der ihm angelasteten Vergehen enthält neben der Annahme von Bestechungsgeldern in Höhe von mehreren Millionen Schekel auch Gesetzesverletzungen wie Geldwäscherei, Behinderung einer Untersuchung, Betrug und anderes mehr. Die Polizei verdächtigt Metzger, von nicht-gewinnorientierten Organisationen Bestechungsgelder akzeptiert und im Gegenzug deren Interessen gefördert zu haben.
Als Nachfolger im Amt als Oberrabbiner der aschkenasischen Oberrabbiner in Israel wurde im Juli 2013 David Lau gewählt.